# Vitale Venzi
Vitale Venzi, niekiedy błędnie zapisywany jako Vitale Lenzi (ur. 14 grudnia 1903 w Ponte in Valtellina, zm. 16 lipca 1944 w Treviglio) – włoski narciarz. Olimpijczyk.
Venzi uczestniczył w Zimowych Igrzyskach Olimpijskich 1928 rozgrywanych w Sankt Moritz. W zawodach tych wziął udział w rywalizacji w trzech dyscyplinach sportu – biegach narciarskich (35. miejsce w biegu na 18 km), kombinacji norweskiej (20. pozycja) i skokach narciarskich (13. miejsce).
Oprócz startu w Sankt Moritz, który miał jednocześnie rangę igrzysk olimpijskich i mistrzostw świata, Venzi jeszcze dwukrotnie brał udział w rywalizacji skoczków narciarskich na mistrzostwach świata seniorów – w 1927 zajął 6. pozycję, a dwa lata później uplasował się na 24. miejscu.
W 1927 zajął 8. miejsce w konkursie kombinacji norweskiej, a na mistrzostwach świata w 1929 taką samą rywalizację ukończył na 37. pozycji.
Czterokrotnie zdobywał medale mistrzostw Włoch w skokach narciarskich – w latach 1929, 1930 i 1933 złote, a w 1928 srebrny. W 1928 i 1929 zdobył także mistrzostwo Włoch w kombinacji norweskiej.